# Jackie Rea
John Joseph „Jackie“ Rea (* 6. April 1921 in Dungannon; † 20. Oktober 2013 in Cheadle Hulme) war ein nordirischer Snookerspieler. Bevor Alex Higgins seine Snookerkarriere begann, war er lange Zeit der beste irische Snookerspieler.

## Karriere
Rea fing im Alter von neun Jahren an im Club seines Vaters Thomas Rea in Dungannon Snooker zu spielen. Er gewann die All-Ireland Snooker Championship 1947 und im selben Jahr die Northern Ireland Snooker Championship.

### Anfänge als Profi
1955 konnte Rea das News of the World Tournament gegen Joe Davis gewinnen, zwei Jahre zuvor war er noch an diesem gescheitert. Drei Jahre zuvor besiegte Rea Jack Bates im Finale der Irish Professional Championship und konnte den Titel bis 1972 verteidigen.
Als 1952 als Alternative zur BACC-Weltmeister die Snookerweltmeisterschaft als Professional Matchplay Championship stattfand, nahm Rea daran teil. Gleich beim ersten Mal kam er ins Halbfinale, wo er gegen Fred Davis verlor. In den folgenden Jahren verlor Rea häufig im Viertelfinale und im Halbfinale gegen Fred Davis oder John Pulman. Als bei der Snookerweltmeisterschaft 1956 nur noch vier Spieler teilnahmen, verlor Rea wieder im Halbfinale. Im folgenden Jahr nahm Rea wieder am Turnier teil und zog nach einem Sieg über Kingsley Kennerley ins Finale ein. Dort unterlag er John Pulman mit 34:39.

### Leistungsabnahme
Danach nahm Rea für einige Jahre nicht mehr an Snookerweltmeisterschaften teil, da diese erst sechs Jahre pausierten und dann in Form von Challenge Matches weitergeführt wurden. Nachdem diese Zeit vorbei war, nahm Rea wieder an Turnieren teil. 1969 verlor Rea gegen Gary Owen, im gleichen Jahr gehörte er zu den ersten acht Teilnehmern des Pot Black Cups. Dennoch scheiterte Rea immer früh. Als sich die Snooker Main Tour professionalisierte, kam Rea selten über die Runde der letzten 32 heraus. Trotzdem blieb er bis 1988 Profi.
Rea spielte häufig noch in Qualifikationen mit. Sein letztes Match auf der Snooker Main Tour bestritt Rea bei der Snookerweltmeisterschaft 1990. Er verlor in der Runde der letzten 128 mit 9:10 gegen Marcel Gauvreau.
Nach seiner aktiven Karriere nahm er an verschiedenen Trickshot-Events teil. Er konnte sich dadurch einen Ruf als Unterhaltungskünstler erarbeiten.

## Privat
Bevor er seine Karriere als Snookerspieler startete, war er Arbeiter in einer Schiffswerft und bei der Royal Navy.
Jackie Rea war ein enger Freund von Alex Higgins. Er ermutigte diesen, nach England zu gehen und sich als Profi zu versuchen. Als Alex Higgins 1980 heiratete, war Rea einer der Trauzeugen.
Rea selbst war zweimal verheiratet. Die erste Ehe mit Rosaleen Donnelly brachte einen Sohn hervor, der aber zwei Wochen nach der Geburt starb. Aus seiner zweiten Ehe gingen ein Sohn und eine Tochter hervor.
Zur Beerdigung von Jackie Rea kamen unter anderem Dennis Taylor und Joe Swail.